# Stanisław Szozda
Stanisław Szozda (25 de septiembre de 1950 - 23 de septiembre de 2013) fue un ciclista de élite polaco. Tuvo sus mejores logros en los 100 km contrarreloj por equipo. En este evento ganó dos medallas de plata en los Juegos Olímpicos de 1972 y 1976, así como dos de oro y dos medallas de bronce en los campeonatos del mundo en 1971, 1973, 1975 y 1977. Él tuvo menos éxito en la prueba individual de carretera, terminando en el puesto 76 y 11 en los Juegos Olímpicos de 1972 y 1976, respectivamente, y ganó una medalla de plata en la UCI Road World Championships 1973.

## Palmarés
| 1971 - Tour de Polonia, más 3 etapas - 2º en el Campeonato de Polonia en Ruta - 3º en el Campeonato del mundo en contrarreloj por equipos 1972 - 2º en el Campeonato Olímpico en contrarreloj por equipos 1973 - Campeón del mundo en contrarreloj por equipos (con Tadeusz Mytnik, Lucjan Lis y Ryszard Szurkowski) - Campeonato de Polonia en Ruta - 1 etapa del Tour de Polonia - 2 etapas de la Carrera de la Paz - Tour de Argelia 1974 - Ruban granitier breton - Settimana Ciclistica Bergamasca - 2 etapas del Tour de Polonia - Carrera de la Paz, más 6 etapas - 2º en el Campeonato de Polonia en Ruta | 1975 - Campeón del mundo en contrarreloj por equipos (con Tadeusz Mytnik, Mieczysław Nowicki y Ryszard Szurkowski) - 1 etapa de la Carrera de la Paz 1976 - Tour de Malopolska - 4 etapas de la Carrera de la Paz - 2 etapas de la Vuelta a Cuba - 2 etapas del Tour de Polonia - 2º en el Campeonato Olímpico en contrarreloj por equipos 1977 - Szlakiem Grodów Piastowskich - 2 etapas de la Vuelta a Austria - 3º en el Campeonato del mundo en contrarreloj por equipos 1978 - 1 etapa de la Carrera de la Paz |